# Mohamed Mursi
Mohamed Mohammed Mursi Issa al-Ayyat (født 8. august 1951 , død 17. juni 2019) var den femte præsident i Egypten. Han sad på posten fra den 30. juni 2012 til han blev afsat ved et militærkup den 3. juli 2013.
Han var medlem af Det muslimske broderskabs politiske gren: Friheds- og Retfærdighedspartiet, som han blev formand for i april 2011.
Han blev aktiv i det muslimske broderskab i 1991, og var af politiske årsager fængslet under den tidligere præsident Hosni Mubarak. Han var desuden medlem af parlamentet fra 2000 til 2005.

## Præsidentvalget 2012
Der blev afholdt præsidentvalg i Egypten i maj og juni 2012 med første runde den 23. og 24. maj 2012 og anden runde den 16. til den 17. juni. Han fik 24,7 % af stemmerne i første valgrunde (blandt tolv kandidater) og 51,7% af stemmerne i anden valgrunde, hvilket svarer til ca. 13,2 millioner stemmer. Hans modstander i anden runde var Ahmed Shafik, der var minister under den tidligere præsident Hosni Mubarak. Han fik 12,3 millioner stemmer. 
Mursi betegner sig selv som den eneste sande islamist blandt de tolv deltagere i første valgrunde.

## Afsættelse
Efter massive protester i befolkningen, blev Mursi afsat d. 3. juli 2013. En højesteretsdommer, Adly Mansour, blev midlertidig præsident i Egypten, indtil en ny præsident bliver valgt. Samtidig blev landets forfatning midlertidigt suspenderet.
Mursi blev i 2015 idømt 20 års fængsel for at være ansvarlig for demonstranters død i forbindelse med uroligheder i december 2012.

## Død
Den 17. juni 2019 annoncerede det egyptiske stats-TV, at Mursi var kollapset under en høring i retssalen i Kairo i forbindelse med spionageanklager, og han var senere død af et hjertestop.
Kritikere af den egyptiske regering skød skylden for Mursis død på forholdene under retssagen, og påstod at de forhold han blev holdt under var årsagen. Mohamed Sudan, der er et prominent medlem af Det muslimske broderskab i London, sagde om hans død at det var "overlagt mord". Crispin Blunt, der havde ledet et panel af britiske parlamentarikere, som havde gennemgået de forhold som Mursi blev holdt under, sagde at "Vi frygtede at Dr. Mursi ikke modtog kritisk medicinsk assistance, skaden ved hans helbred kan have været permanente og muligvis terminale", og at "desværre havde vi ret."